# Frankrijk op de Olympische Zomerspelen 1988
Frankrijk nam deel aan de Olympische Zomerspelen 1988 in Seoel, Zuid-Korea. Het land won in totaal zestien medailles, waarvan zes gouden.

## Medailleoverzicht
| Sport        | Olympiër(s)                                                                    | Onderdeel                  | Medaille |
| ------------ | ------------------------------------------------------------------------------ | -------------------------- | -------- |
| Judo         | Marc Alexandre                                                                 | -71kg (m)                  | Goud     |
| Paardensport | Pierre Durand                                                                  | springconcours individueel | Goud     |
| Schermen     | Frédérick Delpla Jean-Michel Henry Olivier Lenglet Philippe Riboud Éric Srecki | degen team (m)             | Goud     |
| Schermen     | Jean-François Lamour                                                           | sabel (m)                  | Goud     |
| Zeilen       | Thierry Peponnet Luc Pillot                                                    | 470 (m)                    | Goud     |
| Zeilen       | Nicolas Hénard Jean-Yves Le Déroff                                             | tornado                    | Goud     |
| Boksen       | Laurent Boudouani                                                              | -67kg (m)                  | Zilver   |
| Paardensport | Margit Otto-Crépin                                                             | dressuur individueel       | Zilver   |
| Schermen     | Philippe Riboud                                                                | degen (m)                  | Zilver   |
| Schietsport  | Nicolas Berthelot                                                              | 10m luchtgeweer (m)        | Zilver   |
| Atletiek     | Bruno Marie-Rose Max Morinière Gilles Quénéhervé Daniel Sangouma               | 4x100m (m)                 | Brons    |
| Judo         | Bruno Carabetta                                                                | -65kg (m)                  | Brons    |
| Kanovaren    | Joël Bettin Philippe Renaud                                                    | C-2 500m (m)               | Brons    |
| Paardensport | Hubert Bourdy Frédéric Cottier Pierre Durand Michel Robert                     | springconcours team        | Brons    |
| Zwemmen      | Stéphan Caron                                                                  | 100m vrije slag (m)        | Brons    |
| Zwemmen      | Catherine Plewinski                                                            | 100m vrije slag (v)        | Brons    |

## Deelnemers en resultaten

### Atletiek
| Olympiër                                                         | Onderdeel                | Resultaat | Prestatie                                                                                             |
| ---------------------------------------------------------------- | ------------------------ | --------- | --- |
| Thierry Lauret                                                   | 100m (m)                 | 34e       | serie 1: 4de in 10,56 kwartfinale 2: 6de in 10,51                                                     |
| Max Morinière                                                    | 100m (m)                 | 21e       | serie 5: 2de in 10,34 kwartfinale 6: 3de in 10,37                                                     |
| Jean-Charles Trouabal                                            | 100m (m)                 | 25e       | serie 13: 2de in 10,39 kwartfinale 3: 4de in 10,41                                                    |
| Bruno Marie-Rose                                                 | 200m (m)                 | 8e        | serie 7: 2de in 21,11 kwartfinale 2: 1ste in 20,48 halve finale 2: 3de in 20,50 finale: 8ste in 20,58 |
| Gilles Quénéhervé                                                | 200m (m)                 | 6e        | serie 2: 1ste in 20,55 kwartfinale 4: 2de in 20,77 halve finale 1: 4de in 20,54 finale: 6de in 20,40  |
| Daniel Sangouma                                                  | 200m (m)                 | 18e       | serie 8: 2de in 20,70 kwartfinale 5: 4de in 20,81                                                     |
| Rémy Geoffroy                                                    | 1500m (m)                | 17e       | serie 1: 3de in 3.41,68 halve finale 1: 8ste in 3.40,96                                               |
| Paul Arpin                                                       | 5000m (m)                | 14e       | serie 1: 8ste in 13.48,03 halve finale 2: 7de in 13.24,82 finale: 14de in 14.13,19                    |
| Cyril Laventure                                                  | 5000m (m)                | 18e       | serie 2: 3de in 13.58,19 halve finale 1: 9de in 13.29,92                                              |
| Pascal Thiebaut                                                  | 5000m (m)                | 11e       | serie 3: 3de in 13.43,28 halve finale 1: 4de in 13.22,71 finale: 11de in 13.31,99                     |
| Paul Arpin                                                       | 10000m (m)               | 7e        | serie 2: 6de in 28.25,56 finale: 7de in 27.39,36                                                      |
| Jean-Louis Prianon                                               | 10000m (m)               | 4e        | serie 1: 2de in 28.08,38 finale: 4de in 27.36,43                                                      |
| Stéphane Caristan                                                | 110m horden (m)          | 9e        | serie 1: 2de in 13,96 kwartfinale 1: 3de in 13,61 halve finale 1: 5de in 13,71                        |
| Philippe Tourret                                                 | 110m horden (m)          | 14e       | serie 4: 3de in 13,88 kwartfinale 2: 2de in 13,73 halve finale 2: 7de in 13,96                        |
| Bruno Le Stum                                                    | 3000m steeplechase (m)   | 16e       | serie 3: 6de in 8.36,95 halve finale 1: 9de in 8.26,69                                                |
| Raymond Pannier                                                  | 3000m steeplechase (m)   | 12e       | serie 1: 1ste in 8.30,94 halve finale 2: 5de in 8.19,39 finale: 12de in 8.23,80                       |
| Bruno Marie-Rose Max Morinière Gilles Quénéhervé Daniel Sangouma | 4x100m (m)               | Brons     | serie 1: 1ste in 38,87 halve finale 1: 1ste in 38,49 finale: 3de in 38,40                             |
| Alexandre Gonzalez                                               | marathon (m)             | 37e       | 2:22.24                                                                                               |
| Alain Lazare                                                     | marathon (m)             | DNF       | niet gefinisht                                                                                        |
| Jean-Claude Corré                                                | 20km snelwandelen (m)    | 20e       | 1:23.09                                                                                               |
| Martial Fesselier                                                | 20km snelwandelen (m)    | 16e       | 1:22.43                                                                                               |
| Thierry Toutain                                                  | 20km snelwandelen (m)    | 18e       | 1:22.55                                                                                               |
| Alain Lemercier                                                  | 50km snelwandelen (m)    | 16e       | 3:50.28                                                                                               |
| Jean-Marie Neff                                                  | 50km snelwandelen (m)    | DSQ       | gediskwalificeerd                                                                                     |
| Eric Neisse                                                      | 50km snelwandelen (m)    | DSQ       | gediskwalificeerd                                                                                     |
| Norbert Brige                                                    | verspringen (m)          | 7e        | kwalificatie groep A: 2de met 8,05m finale: 7de met 7,97m                                             |
| Philippe Collet                                                  | polsstokhoogspringen (m) | 5e        | kwalificatie groep A: 7de met 5,40m finale: 5de met 5,70m                                             |
| Philippe d'Encausse                                              | polsstokhoogspringen (m) | 8e        | kwalificatie groep B: 3de met 5,40m finale: 8ste met 5,60m                                            |
| Thierry Vigneron                                                 | polsstokhoogspringen (m) | 5e        | kwalificatie groep B: 6de met 5,40m finale: 5de met 5,70m                                             |
| Patrick Journoud                                                 | discuswerpen (m)         | 18e       | kwalificatie groep A: 9de met 58,94m                                                                  |
| Charlus Bertimon                                                 | speerwerpen (m)          | 30e       | kwalificatie groep A: 14de met 70,84m                                                                 |
| Stéphane Laporte                                                 | speerwerpen (m)          | 32e       | kwalificatie groep A: 16de met 69,40m                                                                 |
| Pascal Lefèvre                                                   | speerwerpen (m)          | 23e       | kwalificatie groep B: 13de met 76,42m                                                                 |
| Alain Blondel                                                    | tienkamp (m)             | 6e        | 8268 punten                                                                                           |
| Christian Plaziat                                                | tienkamp (m)             | 5e        | 8272 punten                                                                                           |
|                                                                  |                          |           | |
| Laurence Bily                                                    | 100m (v)                 | 20e       | serie 3: 3de in 11,34 kwartfinale 3: 6de in 11,35                                                     |
| Patricia Girard                                                  | 100m (v)                 | 33e       | serie 7: 4de in 11,65                                                                                 |
| Françoise Leroux                                                 | 100m (v)                 | 31e       | serie 4: 5de in 11,58 kwartfinale 1: 8ste in 11,75                                                    |
| Marie-Christine Cazier-Ballo                                     | 200m (v)                 | 28e       | serie 7: 5de in 23,50 kwartfinale 1: 8ste in 23,63                                                    |
| Muriel Leroy                                                     | 200m (v)                 | 20e       | serie 5: 3de in 23,19 kwartfinale 3: 5de in 23,22                                                     |
| Marie-José Pérec                                                 | 200m (v)                 | 32e       | serie 4: 2de in 23,49 kwartfinale 4: 8ste in 24,22                                                    |
| Évelyne Élien                                                    | 400m (v)                 | 24e       | serie 4: 4de in 52,90 kwartfinale 2: 6de in 53,36                                                     |
| Fabienne Ficher                                                  | 400m (v)                 | 23e       | serie 2: 4de in 53,42 kwartfinale 4: 7de in 52,95                                                     |
| Marie-José Pérec                                                 | 400m (v)                 | DNF       | serie 7: 5de in 53,30 kwartfinale 1: niet gestart                                                     |
| Marie Pierre Duros                                               | 3000m (v)                | DNF       | serie 1: niet gefinisht                                                                               |
| Annette Sergent                                                  | 3000m (v)                | 12e       | serie 2: 8ste in 8.45,94 finale: 12de in 8.49,14                                                      |
| Annette Sergent                                                  | 10000m (v)               | 19e       | serie 2: 4de in 32.13,45 finale: 19de in 33.17,38                                                     |
| Florence Colle                                                   | 100m horden (v)          | 5e        | serie 1: 4de in 13,32 kwartfinale 1: 5de in 13,00 halve finale 1: 4de in 12,92 finale: 5de in 12,98   |
| Monique Ewanje-Epee                                              | 100m horden (v)          | 7e        | serie 4: 4de in 13,18 kwartfinale 2: 4de in 13,10 halve finale 2: 4de in 12,95 finale: 7de in 13,14   |
| Anne Piquereau                                                   | 100m horden (v)          | DNF       | serie 5: 4de in 13,56 kwartfinale 3: niet gefinisht                                                   |
| Chantal Beaugeant                                                | 400m horden (v)          | 15e       | serie 5: 3de in 56,03 halve finale 2: 8ste 56,94                                                      |
| Françoise Leroux Muriel Leroy Laurence Bily Patricia Girard      | 4x100m (v)               | 7e        | serie 1: 3de in 43,43 halve finale 2: 4de in 43,66 finale: 7de in 44,02                               |
| Fabienne Ficher Nathalie Simon Evelyn Elien Nadine Debois        | 4x400m (v)               | 7e        | serie 1: 5de in 3.29,95 finale: 7de in 3.29,37                                                        |
| Françoise Bonnet                                                 | marathon (v)             | 14e       | 2:32.36                                                                                               |
| Maria Rebelo-Lelut                                               | marathon (v)             | 18e       | 2:33.47                                                                                               |
| Jocelyne Villeton                                                | marathon (v)             | 19e       | 2:34.02                                                                                               |
| Madely Beaugendre                                                | hoogspringen (v)         | 10e       | kwalificatie groep A: 4de met 1,92m finale: 10de met 1,90m                                            |
| Maryse Ewanjé-Epée                                               | hoogspringen (v)         | 20e       | kwalificatie groep B: 11de met 1,84m                                                                  |
| Nadine Auzeil                                                    | speerwerpen (v)          | DNF       | kwalificatie groep A: geen geldige poging                                                             |
| Chantal Beaugeant                                                | zevenkamp (v)            | 28e       | 2315 punten                                                                                           |

### Boksen
| Olympiër           | Onderdeel   | Resultaat | Prestatie |
| ------------------ | ----------- | --------- | --- |
| Philippe Desavoye  | -51kg (m)   | 9e        | 1ste ronde: vrij 2de ronde: W van KEN Ikegu: scheidsrechterlijke beslissing 3de ronde: V van DOM de Leon: 0-5                                                                              |
| Jean-Marc Augustin | -54kg (m)   | 33e       | 1ste ronde: V van KOR Jung: 0-5 |
| Ludovic Proto      | -63,5kg (m) | 9e        | 1ste ronde: vrij 2de ronde: W van GBR Elliott: scheidsrechterlijke beslissing 3de ronde: V van URS Yanovskiy: 0-5                                                                          |
| Laurent Boudouani  | -67kg (m)   | Zilver    | 1ste ronde: vrij 2de ronde: W van HUN Bacskai: 4-1 3de ronde: W van AUS Obah: 5-0 kwartfinale: W van KOR Song: 3-2 halve finale: W van USA Gould: 4-1 finale: V van KEN Wangila: knock-out |

### Boogschieten
| Olympiër                                          | Onderdeel       | Resultaat | Prestatie                                                                                             |
| ------------------------------------------------- | --------------- | --------- | --- |
| Claude Franclet                                   | individueel (m) | 64e       | plaatsingsronde: 64ste met 1181 punten                                                                |
| Olivier Heck                                      | individueel (m) | 19e       | plaatsingsronde: 10de met 1277 punten 2de ronde: 19de met 306 punten                                  |
| Thierry Venant                                    | individueel (m) | 37e       | plaatsingsronde: 37ste met 1233 punten                                                                |
| Claude Franclet Olivier Heck Thierry Venant       | team (m)        | 10e       | plaatsingsronde: 12de met 3691 punten halve finale: 10de met 948 punten                               |
|                                                   |                 |           | |
| Marie-Josée Bazin                                 | individueel (v) | 47e       | plaatsingsronde: 47ste met 1188 punten                                                                |
| Nathalie Hibon                                    | individueel (v) | 28e       | plaatsingsronde: 28ste met 1224 punten                                                                |
| Catherine Pellen                                  | individueel (v) | 14e       | plaatsingsronde: 19de met 1241 punten 2de ronde: 13de met 313 punten kwartfinale: 14de met 313 punten |
| Marie-Josée Bazin Nathalie Hibon Catherine Pellen | team (v)        | 10e       | plaatsingsronde: 11de met 3653 punten halve finale: 7de met 950 punten finale: 8ste met 898 punten    |

### Gewichtheffen
| Olympiër            | Onderdeel  | Resultaat | Prestatie                                                        |
| ------------------- | ---------- | --------- | ---------------------------------------------------------------- |
| Pascal Arnou        | -56kg (m)  | 9e        | trekken: 12de met 105kg stoten: 6de met 140kg totaal: 245kg      |
| Laurent Fombertasse | -56kg (m)  | 16e       | trekken: 12de met 105kg stoten: 16de met 132,5kg totaal: 237,5kg |
| Lionel Gondran      | -60kg (m)  | DNF       | trekken: 10de met 115kg stoten: geen geldige poging              |
| Francis Tournefier  | -100kg (m) | 5e        | trekken: 7de met 170kg stoten: 6de met 215kg totaal: 385kg       |

### Gymnastiek
| Olympiër                                                                                                   | Onderdeel                | Resultaat | Prestatie                                                              |
| Ritmisch                                                                                                   | Ritmisch                 | Ritmisch  | Ritmisch                                                               |
| --- | ------------------------ | --------- | ---------------------------------------------------------------------- |
| Stéphanie Cottel                                                                                           | individueel (v)          | 24e       | voorronde: 24ste met 38,05 punten                                      |
| Turnen |                          |           |                                                                        |
| Stéphane Cauterman                                                                                         | individuele meerkamp (m) | 70e       | kwalificatie: 70ste met 113,75 punten                                  |
| Claude Carmona                                                                                             | individuele meerkamp (m) | 36e       | kwalificatie: 49ste met 115,05 punten finale: 36ste met 114,925 punten |
| Christian Chevalier                                                                                        | individuele meerkamp (m) | 29e       | kwalificatie: 32ste met 116,15 punten finale: 29ste met 115,975 punten |
| Frédéric Longuepée                                                                                         | individuele meerkamp (m) | 76e       | kwalificatie: 76ste met 112,90 punten                                  |
| Patrick Mattioni                                                                                           | individuele meerkamp (m) | 31e       | kwalificatie: 35ste met 116,00 punten finale: 31ste met 115,450 punten |
| Thierry Pecqueux                                                                                           | individuele meerkamp (m) | 51e       | kwalificatie: 51ste met 114,85 punten                                  |
| Stéphane Cauterman Claude Carmona Christian Chevalier Frédéric Longuepée Patrick Mattioni Thierry Pecqueux | meerkamp team (m)        | 10e       | 577,45 punten                                                          |
| |                          |           |                                                                        |
| Anne-Marie Bauduin                                                                                         | individuele meerkamp (v) | 80e       | kwalificatie: 80ste met 74,500 punten                                  |
| Karine Boucher                                                                                             | individuele meerkamp (v) | 25e       | kwalificatie: 47ste met 76,775 punten finale: 25ste met 77,374 punten  |
| Catherine Romano                                                                                           | individuele meerkamp (v) | 73e       | kwalificatie: 73ste met 75,500 punten                                  |

### Judo
| Olympiër          | Onderdeel | Resultaat | Prestatie |
| ----------------- | --------- | --------- | --------- |
| Patrick Roux      | -60kg (m) | 5e        |           |
| Bruno Carabetta   | -65kg (m) | Brons     |           |
| Marc Alexandre    | -71kg (m) | Goud      |           |
| Pascal Tayot      | -78kg (m) | 5e        |           |
| Fabien Canu       | -86kg (m) | 5e        |           |
| Stéphane Traineau | -95kg (m) | 10e       |           |
| Roger Vachon      | +95kg (m) | 19e       |           |

### Kanovaren
| Olympiër                                                         | Onderdeel     | Resultaat | Prestatie                                                                                                   |
| ---------------------------------------------------------------- | ------------- | --------- | --- |
| Philippe Renaud Joël Bettin                                      | C-2 500m (m)  | Brons     | serie 2: 2de in 1.43,83 halve finale 1: 2de in 1.45,99 finale: 3de in 1.43,81                               |
| Pascal Sylvoz Didier Hoyer                                       | C-2 1000m (m) | 8e        | serie 2: 2de in 3.48,47 halve finale 1: 2de in 3.55,25 finale: 8ste in 4.04,75                              |
| Philippe Boccara                                                 | K-1 1000m (m) | DNF       | serie 1: 3de in 3.44,37 halve finale 2: 3de in 3.41,01 finale: niet gestart                                 |
| Bernard Brégeon Olivier Lasak                                    | K-2 500m (m)  | 15e       | serie 1: 5de in 1.38,05 herkansingen: 2de in 1.38,71 halve finale 2: 4de in 1.38,31                         |
| Philippe Boccara Pascal Boucherit                                | K-2 1000m (m) | DSQ       | serie 2: 3de in 3.23,00 halve finale 1: gediskwalificeerd                                                   |
| Didier Vavasseur Christophe Petibout Pierre Lubac Daniel Legras  | K-4 1000m (m) | 9e        | serie 1: 5de in 3.16,54 herkansingen: 1ste in 3.16,68 halve finale 2: 3de in 3.11,11 finale: 9de in 3.08,71 |
|                                                                  |               |           | |
| Sylvie Cuvilly Claudine LeRoux Virginie Vandamme Béatrice Basson | K-4 500m (v)  | 12e       | serie 1: 6de in 1.45,41 halve finale: 6de in 1.47,71                                                        |

### Moderne vijfkamp
| Olympiër                                 | Onderdeel   | Resultaat | Prestatie    |
| ---------------------------------------- | ----------- | --------- | ------------ |
| Joel Bouzou                              | individueel | 8e        | 5198 punten  |
| Bruno Genard                             | individueel | 37e       | 4828 punten  |
| Christophe Ruer                          | individueel | 5e        | 5242 punten  |
| Joel Bouzou Bruno Genard Christophe Ruer | team        | 4e        | 15268 punten |

### Paardensport
| Olympiër                                                             | Onderdeel   | Resultaat | Prestatie                                                           |
| Dressuur                                                             | Dressuur    | Dressuur  | Dressuur                                                            |
| -------------------------------------------------------------------- | ----------- | --------- | ------------------------------------------------------------------- |
| Margit Otto-Crépin                                                   | individueel | Zilver    | kwalificatie: 2de met 1455 punten finale: 2de met 1462 punten       |
| Dominique d'Esmé                                                     | individueel | 41e       | kwalificatie: 41ste met 1219 punten                                 |
| Philippe Limousin                                                    | individueel | 49e       | kwalificatie: 49ste met 1158 punten                                 |
| Margit Otto-Crépin Dominique d'Esmé Philippe Limousin                | team        | 8e        | 3832 punten                                                         |
| Eventing                                                             |             |           |                                                                     |
| Vincent Berthet                                                      | individueel | 27e       | 202,20 strafpunten                                                  |
| Marie-Christine Duroy                                                | individueel | 30e       | 233,80 strafpunten                                                  |
| Pascal Morvillers                                                    | individueel | 29e       | 227,60 strafpunten                                                  |
| Jean Teulére                                                         | individueel | 7e        | 69 strafpunten                                                      |
| Vincent Berthet Marie-Christine Duroy Pascal Morvillers Jean Teulére | team        | 6e        | 498,80 strafpunten                                                  |
| Springconcours                                                       |             |           |                                                                     |
| Hubert Bourdy                                                        | individueel | 38e       | kwalificatie: 8ste met 125,50 punten                                |
| Frédéric Cottier                                                     | individueel | 31e       | kwalificatie: 17de met 111 punten finale: 31ste met 16 strafpunten  |
| Pierre Durand, Jr.                                                   | individueel | Goud      | kwalificatie: 18de met 110 punten finale: 1ste met 1,25 strafpunten |
| Michel Robert                                                        | individueel | 16e       | kwalificatie: 3de met 137 punten finale: 16de met 16 strafpunten    |
| Hubert Bourdy Frédéric Cottier Pierre Durand, Jr. Michel Robert      | team        | Brons     | 27,50 strafpunten                                                   |

### Roeien
| Olympiër                                                                   | Onderdeel       | Resultaat | Prestatie |
| -------------------------------------------------------------------------- | --------------- | --------- | --- |
| Pascal Body                                                                | skiff (m)       | 13e       | serie 3: 2de in 7.26,12 herkansingen: 3de in 7.05,80                                                         |
| Laurent Lacasa Alex Perahia                                                | twee-zonder (m) | 8e        | serie 2: 3de in 6.41,66 herkansingen: 2de in 6.53,72 halve finale 2: 4de in 6.49,03 finale B: 2de in 7.22,36 |
| Pascal Bahuaud Dominique Lecointe Jean-Jacques Martigne Olivier Pons       | vier-zonder (m) | 8e        | serie 3: 2de in 6.08,76 halve finale 2: 4de in 6.10,36 finale B: 2de in 6.08,60                              |
|                                                                            |                 |           | |
| Lydie Dubedat-Briero                                                       | skiff (v)       | 13e       | serie 3: 4de in 8.28,75 herkansingen: 4de                                                                    |
| Monique Coupat Christine Dubosquelle-Jullien Christine Gossé Chantal Lafon | dubbel-vier (v) | 10e       | serie 1: 5de in 6.49,29 herkansingen: 4de in 6.44,15                                                         |

### Schermen
| Olympiër                                                                                          | Onderdeel       | Resultaat | Prestatie |
| ------------------------------------------------------------------------------------------------- | --------------- | --------- | --- |
| Jean-Michel Henry                                                                                 | degen (m)       | 18e       | 1ste ronde groep 3: 1ste met 4 overwinningen kwartfinale 4: 2de met 3 overwinningen halve finale 5: 1ste met 4 overwinningen finale: 18de  |
| Philippe Riboud                                                                                   | degen (m)       | Zilver    | 1ste ronde groep 10: 1ste met 4 overwinningen kwartfinale 5: 2de met 3 overwinningen halve finale 8: 1ste met 5 overwinningen finale: 2de  |
| Éric Srecki                                                                                       | degen (m)       | 17e       | 1ste ronde groep 5: 1ste met 4 overwinningen kwartfinale 7: 1ste met 4 overwinningen halve finale 3: 1ste met 5 overwinningen finale: 17de |
| Frédérick Delpla Jean-Michel Henry Olivier Lenglet Philippe Riboud Éric Srecki                    | degen team (m)  | Goud      | 1ste ronde groep 3: 1ste met 2 overwinningen finale: 1ste                                                                                  |
| Laurent Bel                                                                                       | floret (m)      | 13e       | 1ste ronde groep 10: 1ste met 4 overwinningen kwartfinale 6: 1ste met 5 overwinningen halve finale 1: 3de met 2 overwinningen finale: 13de |
| Patrick Groc                                                                                      | floret (m)      | 40e       | 1ste ronde groep 11: 1ste met 4 overwinningen kwartfinale 4: 3de met 3 overwinningen halve finale 4: 5de met 0 overwinningen               |
| Philippe Omnès                                                                                    | floret (m)      | 9e        | 1ste ronde groep 8: 1ste met 4 overwinningen kwartfinale 7: 2de met 3 overwinningen halve finale 6: 1ste met 4 overwinningen finale: 9de   |
| Laurent Bel Patrick Groc Youssef Hocine Patrice Lhotellier Philippe Omnès                         | floret team (m) | 6e        | 1ste ronde groep 3: 1ste met 3 overwinningen finale: 6de                                                                                   |
| Philippe Delrieu                                                                                  | sabel (m)       | 4e        | 1ste ronde groep 3: 3de met 4 overwinningen kwartfinale 1: 2de met 2 overwinningen halve finale 3: 3de met 3 overwinningen finale: 4de     |
| Pierre Guichot                                                                                    | sabel (m)       | 11e       | 1ste ronde groep 2: 3de met 5 overwinningen kwartfinale 4: 3de met 2 overwinningen halve finale 1: 1ste met 4 overwinningen finale: 11de   |
| Jean-François Lamour                                                                              | sabel (m)       | Goud      | 1ste ronde groep 5: 1ste met 5 overwinningen kwartfinale 3: 2de met 3 overwinningen halve finale 2: 4de met 3 overwinningen finale: 1ste   |
| Philippe Delrieu Franck Ducheix Pierre Guichot Jean-François Lamour                               | sabel team (m)  | 4e        | 1ste ronde groep 1: 2de met 1 overwinning finale: 4de                                                                                      |
|                                                                                                   |                 |           | |
| Brigitte Latrille-Gaudin                                                                          | floret (v)      | 26e       | 1ste ronde groep 1: 2de met 2 overwinningen kwartfinale 5: 5de met 2 overwinningen                                                         |
| Laurence Modaine-Cessac                                                                           | floret (v)      | 33e       | 1ste ronde groep 2: 1ste met 4 overwinningen kwartfinale 6: 6de met 1 overwinning                                                          |
| Isabelle Spennato                                                                                 | floret (v)      | 22e       | 1ste ronde groep 6: 3de met 2 overwinningen kwartfinale 2: 3de met 2 overwinningen halve finale 4: 6de met 1 overwinning                   |
| Brigitte Latrille-Gaudin Gisèle Meygret Laurence Modaine-Cessac Nathalie Pallet Isabelle Spennato | floret team (v) | 7e        | 1ste ronde groep 3: 2de met 1 overwinning finale: 7de                                                                                      |

### Schietsport
| Olympiër           | Onderdeel                  | Resultaat | Prestatie                                                                           |
| ------------------ | -------------------------- | --------- | ----------------------------------------------------------------------------------- |
| Franck Badiou      | 10m luchtgeweer (m)        | 10e       | kwalificatie: 10de met 590 punten (98-99-97-99-99-98)                               |
| Nicolas Berthelot  | 10m luchtgeweer (m)        | Zilver    | kwalificatie: 2de met 593 punten (98-100-99-97-99-100) finale: 2de met 694,2 punten |
| Jean-Pierre Amat   | 50m geweer 3 houdingen (m) | 13e       | kwalificatie: 13de met 1169 punten (398-377-394)                                    |
| Pascal Bessy       | 50m geweer 3 houdingen (m) | 21e       | kwalificatie: 21ste met 1165 punten (395-381-389)                                   |
| Jean-Pierre Amat   | 50m geweer liggend (m)     | 32e       | kwalificatie: 32ste met 593 punten (100-100-97-97-99-100)                           |
| Pascal Bessy       | 50m geweer liggend (m)     | 32e       | kwalificatie: 32ste met 593 punten (99-100-99-96-99-100)                            |
| Philippe Cola      | 50m pistool (m)            | 19e       | kwalificatie: 19de met 555 punten (94-88-95-93-93-92)                               |
| Bruno Deprez       | 50m pistool (m)            | 33e       | kwalificatie: 33ste met 547 punten (90-92-91-94-94-86)                              |
| Christian Kezel    | 25m snelvuurpistool (m)    | 26e       | kwalificatie: 26ste met 585 punten (289-296)                                        |
| Pierre Bremond     | 10m luchtpistool (m)       | 23e       | kwalificatie: 23ste met 575 punten (95-96-95-99-96-94)                              |
| Philippe Cola      | 10m luchtpistool (m)       | 12e       | kwalificatie: 12de met 579 punten (96-96-96-97-98-96)                               |
| Jean-Luc Tricoire  | 50m bewegend doel (m)      | 11e       | kwalificatie: 11de met 586 punten (295-291)                                         |
|                    |                            |           |                                                                                     |
| Dominique Aupretre | 10m luchtgeweer (v)        | 20e       | kwalificatie: 20ste met 388 punten (96-95-100-97)                                   |
| Valerie Malet      | 10m luchtgeweer (v)        | 20e       | kwalificatie: 20ste met 388 punten (98-97-97-96)                                    |
| Dominique Esnault  | 50m geweer 3 houdingen (v) | 23e       | kwalificatie: 23ste met 575 punten (200-185-190)                                    |
| Isabelle Heberle   | 50m geweer 3 houdingen (v) | 30e       | kwalificatie: 30ste met 568 punten (195-183-190)                                    |
| Martine Guepin     | 25m pistool (v)            | 18e       | kwalificatie: 18de met 580 punten (284-296)                                         |
| Evelyne Manchon    | 25m pistool (v)            | 7e        | kwalificatie: 4de met 586 punten (289-297) finale: 7de met 684 punten               |
| Evelyne Manchon    | 10m luchtpistool (v)       | 12e       | kwalificatie: 12de met 378 punten (93-95-96-94)                                     |
| Rachel Morin       | 10m luchtpistool (v)       | 33e       | kwalificatie: 33ste met 366 punten (92-87-92-95)                                    |
|                    |                            |           |                                                                                     |
| Jacques Lanfranchi | skeet                      | 20e       | kwalificatie: 23ste met 145 punten halve finale: 20ste met 194 punten               |
| Valerie Malet      | skeet                      | 44e       | kwalificatie: 44ste met 140 punten                                                  |
| Christophe Guelpa  | trap                       | 22e       | kwalificatie: 14de met 144 punten halve finale: 22ste met 189 punten                |

### Schoonspringen
| Olympiër        | Onderdeel     | Resultaat | Prestatie                          |
| --------------- | ------------- | --------- | ---------------------------------- |
| Jérôme Nalliod  | 3m plank (m)  | 24e       | voorronde: 24ste met 496,17 punten |
| Frédéric Pierre | 10m toren (m) | 23e       | voorronde: 23ste met 437,01 punten |

### Synchroonzwemmen
| Olympiër                   | Onderdeel | Resultaat | Prestatie                                                           |
| -------------------------- | --------- | --------- | ------------------------------------------------------------------- |
| Muriel Hermine             | Solo      | 4e        | kwalificatie: 4de met 189,100 punten finale: 4de met 190,100 punten |
| Karine Schuler Anne Capron | Duet      | 4e        | kwalificatie: 4de met 183,792 punten finale: 4de met 184,792 punten |

### Tafeltennis
| Olympiër                               | Onderdeel      | Resultaat | Prestatie |
| -------------------------------------- | -------------- | --------- | --- |
| Jean-Philippe Gatien                   | enkelspel (m)  | 33e       | groep A: 5de V van CHN Jiang: 0-3 V van HUN Klampar: 2-3 V van GBR Cooke: 1-3 V van BEL Saive: 2-3 W van USA O'Neill: 3-0 W van BRA Issamu: 3-1 W van TUN Lofti: 3-0                                               |
| Patrick Birocheau                      | enkelspel (m)  | 25e       | groep B: 4de V van SWE Waldner: 0-3 V van CHN Xu: 0-3 V van FRG Böhm: 0-3 W van TPE Chih: 3-1 W van INA Meringgi: 3-1 V van NZL Griffiths: 2-3 W van MRI Hosnani: 3-0                                              |
| Patrick Birocheau Jean-Philippe Gatien | dubbelspel (m) | 4e        | groep C: 5de V van CAN Pintea/Ng: 0-2 V van YUG Lupulesku/Primorac: 1-2 W van TPE Wu/Huang: 2-1 V van CHN Jiang/Xu: 1-2 W van NGR Musa/Omotara: 2-0 W van URS Mazoenov/Rosenberg: 2-1 W van MRI Choy/Hosnanni: 2-0 |

### Tennis
| Olympiër                            | Onderdeel      | Resultaat | Prestatie |
| ----------------------------------- | -------------- | --------- | --- |
| Guy Forget                          | enkelspel (m)  | 9e        | 1ste ronde: W van ITA Camporese: 6-2, 6-0, 6-3 2de ronde: W van YUG Živojinović: 7-5, 7-6(6), 6-2 3de ronde: V van TCH Mečíř: 6-7(1), 3-6, 5-7                                   |
| Henri Leconte                       | enkelspel (m)  | 17e       | 1ste ronde: W van IND Amritraj: 4-6, 6-4, 6-3, 3-6, 6-3 2de ronde: V van KOR Kim: 6-4, 5-7, 3-6, 6-3, 5-7                                                                        |
| Guy Forget Henri Leconte            | dubbelspel (m) | 5e        | 1ste ronde: W van NGR Mmoh/Odizor: 6-3, 6-2, 6-7(5), 7-6(5) 2de ronde: W van BRA Acioly/Mattar: 4-6, 7-5, 6-4, 6-1 kwartfinale: V van TCH Mečíř/Srejber: 6-3, 6-4, 5-7, 3-6, 7-9 |
|                                     |                |           | |
| Isabelle Demongeot                  | enkelspel (v)  | 33e       | 1ste ronde: V van TCH Novotná: 4-6, 3-6 |
| Catherine Suire                     | enkelspel (v)  | 9e        | 1ste ronde: W van INA Basuki: 6-3, 3-6, 6-0 2de ronde: W van KOR Lee: 7-5, 4-6, 7-5 3de ronde: V van FRG Graf: 6-3, 6-0                                                          |
| Nathalie Tauziat                    | enkelspel (v)  | 17e       | 1ste ronde: W van CAN Bassett-Seguso: 7-6(5), 6-1 2de ronde: V van SWE Lindqvist: 6-2, 3-6, 4-6                                                                                  |
| Isabelle Demongeot Nathalie Tauziat | dubbelspel (v) | 5e        | 1ste ronde: W van GBR Gomer/Wood: 6-2, 4-6, 6-1 kwartfinale: V van USA Garrison/Shriver: 5-7, 2-6                                                                                |

### Volleybal
| Olympiër | Onderdeel | Resultaat | Prestatie |
| --- | --------- | --------- | --- |
| Philippe Blain Jean-Baptiste Martzluff Herve Mazzon Eric N'Gapeth Eric Bouvier Christophe Meneau Jean-Marc Jurkovitz Laurent Tillie Olivier Rossard Patrick Duflos Alain Fabiani Philippe Salvan | zaal (m)  | 8e        | groep B: 3de V van Nederland: 1-3 (8-15, 15-7, 11-15, 7-15) W van Tunesië: 3-0 (15-10, 15-3, 15-9) W van Japan: 3-1 (10-15, 15-10, 17-15, 15-12) V van Verenigde Staten: 15-17, 6-15, 13-15 W van Argentinië: 15-7, 15-5, 15-5 5-8ste plek: V van Bulgarije: 0-3 (8-15, 12-15, 11-15) 7-8ste plek: V van Zweden: 2-3 (15-12, 5-15, 15-8, 12-15, 12-15) |

| Groep B |                  |             |             |             |      |      |       |           |           |           |        |
| #       | Land             | Wedstrijden | Wedstrijden | Wedstrijden | Sets | Sets | Sets  | Setpunten | Setpunten | Setpunten | Punten |
| #       | Land             | G           | W           | V           | V    | T    | Saldo | V         | T         | Saldo     | Punten |
| 1       | Verenigde Staten | 5           | 5           | 0           | 15   | 3    | +12   | 263       | 155       | +108      | 10     |
| 2       | Argentinië       | 5           | 3           | 2           | 11   | 7    | +4    | 219       | 211       | +8        | 8      |
| 3       | Frankrijk        | 5           | 3           | 2           | 10   | 7    | +3    | 222       | 190       | +32       | 8      |
| 4       | Nederland        | 5           | 3           | 2           | 10   | 7    | +3    | 202       | 183       | +19       | 8      |
| 5       | Japan            | 5           | 1           | 4           | 5    | 12   | -7    | 182       | 225       | -43       | 6      |
| 6       | Tunesië          | 5           | 0           | 5           | 0    | 15   | -15   | 101       | 225       | -124      | 5      |

| Ronde        | Datum | Plaats           | Land | Score      | Land |
| ------------ | ----- | ---------------- | ---- | ---------- | ---- |
| Groepsfase   |       |                  |      |            |      |
| 17 september | Seoel | Nederland        | 3-1  | Frankrijk  |      |
| 19 september | Seoel | Frankrijk        | 3-0  | Tunesië    |      |
| 22 september | Seoel | Frankrijk        | 3-1  | Japan      |      |
| 24 september | Seoel | Verenigde Staten | 3-0  | Frankrijk  |      |
| 26 september | Seoel | Frankrijk        | 3-0  | Argentinië |      |
| 5-8ste plek  |       |                  |      |            |      |
| 28 september | Seoel | Bulgarije        | 3-0  | Frankrijk  |      |
| 7-8ste plek  |       |                  |      |            |      |
| 1 oktober    | Seoel | Zweden           | 3-2  | Frankrijk  |      |

### Waterpolo
| Olympiër | Onderdeel | Resultaat | Prestatie |
| --- | --------- | --------- | --- |
| Arnaud Bouet Marc Brisfer Marc Crousillat Pierre Garsau Bruno Boyadjian Philippe Herve Michel Idoux Thierry Alimondo Michel Crousillat Nicolas Marischael Nicolas Jeleff Pascal Perot Christian Volpi | mannen    | 10e       | groep A: 5de W van Zuid-Korea: 16-5 V van Bondsrepubliek Duitsland: 9-10 V van Sovjet-Unie: 4-18 V van Australië: 6-7 V van Italië: 8-14 groep 9-12de plek: 2de W van China: 11-4 V van Griekenland: 7-10 |

| Groep A |                          |             |             |             |             |        |        |        |        |
| #       | Land                     | Wedstrijden | Wedstrijden | Wedstrijden | Wedstrijden | Punten | Punten | Punten | Punten |
| #       | Land                     | G           | W           | G           | V           | V      | T      | Saldo  | Punten |
| 1       | Bondsrepubliek Duitsland | 5           | 5           | 0           | 0           | 60     | 37     | +23    | 10     |
| 2       | Sovjet-Unie              | 5           | 3           | 1           | 1           | 63     | 30     | +33    | 7      |
| 3       | Italië                   | 5           | 3           | 1           | 1           | 48     | 33     | +15    | 7      |
| 4       | Australië                | 5           | 2           | 0           | 3           | 40     | 39     | +1     | 4      |
| 5       | Frankrijk                | 5           | 1           | 0           | 4           | 43     | 54     | -11    | 2      |
| 6       | Zuid-Korea               | 5           | 0           | 0           | 5           | 14     | 75     | -61    | 0      |

| Ronde        | Datum | Plaats    | Land | Score                    | Land |
| ------------ | ----- | --------- | ---- | ------------------------ | ---- |
| Groepsfase   |       |           |      |                          |      |
| 21 september | Seoel | Frankrijk | 16-5 | Zuid-Korea               |      |
| 22 september | Seoel | Frankrijk | 9-10 | Bondsrepubliek Duitsland |      |
| 23 september | Seoel | Frankrijk | 4-18 | Sovjet-Unie              |      |
| 26 september | Seoel | Frankrijk | 6-7  | Australië                |      |
| 27 september | Seoel | Frankrijk | 8-14 | Italië                   |      |

| Groep 9-12de plaats |             |             |             |             |             |        |        |        |        |
| #                   | Land        | Wedstrijden | Wedstrijden | Wedstrijden | Wedstrijden | Punten | Punten | Punten | Punten |
| #                   | Land        | G           | W           | G           | V           | V      | T      | Saldo  | Punten |
| 1                   | Griekenland | 3           | 3           | 0           | 0           | 37     | 21     | +16    | 6      |
| 2                   | Frankrijk   | 3           | 2           | 0           | 1           | 34     | 19     | +15    | 4      |
| 3                   | China       | 3           | 1           | 0           | 2           | 25     | 28     | -3     | 2      |
| 4                   | Zuid-Korea  | 3           | 0           | 0           | 3           | 19     | 47     | -28    | 0      |

| Ronde        | Datum | Plaats    | Land | Score       | Land |
| ------------ | ----- | --------- | ---- | ----------- | ---- |
| Groepsfase   |       |           |      |             |      |
| 30 september | Seoel | Frankrijk | 11-4 | China       |      |
| 1 oktober    | Seoel | Frankrijk | 7-10 | Griekenland |      |

### Wielersport
| Olympiër                                                 | Onderdeel                | Resultaat | Prestatie |
| Baan                                                     | Baan                     | Baan      | Baan |
| -------------------------------------------------------- | ------------------------ | --------- | --- |
| Fabrice Colas                                            | sprint (m)               | 9e        | kwalificatie: 6de in 10,857 serie 6: 1ste in 10,77 2de ronde: 2de 2de ronde herkansingen: V van AUS Neiwand                                                               |
| Frédéric Magné                                           | tijdrit (m)              | 8e        | 1.06,142 |
| Pascal Lino                                              | puntenkoers (m)          | 7e        | 1ste ronde serie 2: 6de met 28 punten finale: 7de met 21 punten |
| Hervé Dagorné Pascal Lino Didier Pasgrimaud Pascal Potié | ploegenachtervolging (m) | 4e        | kwalificatie: 3de in 4.17,19 kwartfinale: W van Polen: 4.17,70 halve finale: V van Sovjet-Unie: 4.29,49 bronzen finale: V van Australië: 4.22,23                          |
|                                                          |                          |           | |
| Fabrice Colas                                            | sprint (v)               | 4e        | kwalificatie: 2de in 11,611 serie 6: 1ste in 12,22 kwartfinale: W van TPE Yang: 2-0 halve finale: V van GDR Luding-Rothenburger: 1-2 bronzen finale: V van USA Young: 0-2 |
| Weg                                                      |                          |           | |
| Laurent Bezault                                          | wegwedstrijd (m)         | 91e       | 4:35.19 |
| Claude Carlin                                            | wegwedstrijd (m)         | 70e       | 4:32.56 |
| Jean-François Laffillé                                   | wegwedstrijd (m)         | 24e       | 4:32.56 |
| Laurent Bezault Eric Heulot Pascal Lance Thierry Laurent | ploegentijdrit (m)       | 4e        | 1:59.49,8 |
|                                                          |                          |           | |
| Jeannie Longo                                            | wegwedstrijd (v)         | 21e       | 2:00.52 |
| Catherine Marsal                                         | wegwedstrijd (v)         | 10e       | 2:00.52 |
| Cécile Odin                                              | wegwedstrijd (v)         | 28e       | 2:00.52 |

### Worstelen
| Olympiër            | Onderdeel   | Resultaat   | Prestatie |
| Vrije stijl         | Vrije stijl | Vrije stijl | Vrije stijl |
| ------------------- | ----------- | ----------- | --- |
| Thierry Bourdin     | -52kg (m)   | 11e         | groep A: 6de W van USA Chertow: 3-1 W van GUA Vasquez: 4-0 W van MEX Olvera: 3-0 V van POL Stecyk: 1-3 V van TUR Seyhanli: 1-3                                           |
| Gérard Santoro      | -68kg (m)   | 21e         | groep B: 11de V van KOR Park: 1-3 V van CAN McKay: 1-3 |
| Bruno Beudet        | -74kg (m)   | 15e         | groep B: 8ste V van MGL Enkhbayar: 1-3 W van YAR Al-Ghrbi: 4-0 V van CAN Holmes: 1-3                                                                                     |
| Grieks-Romeins      |             |             | |
| Serge Robert        | -52kg (m)   | 13e         | groep A: 7de V van JPN Miyahara: 0-3 W van GUA Vasquez: 4-0 V van TCH Jankovics: 0-3                                                                                     |
| Patrice Mourier     | -57kg (m)   | 13e         | groep B: 7de V van PAN Mena: 3-1 V van IRQ Salah: 0-4 |
| Gilles Jalabert     | -62kg (m)   | 7e          | groep B: 4de V van KOR An: 0-3 W van CHN Hu: 3-1 V van URS Madzjidov: 0-3                                                                                                |
| Franck Abrial       | -68kg (m)   | 15e         | groep A: 8ste V van FRG Passarelli: 0-3 W van IRI Ghadimi: 4-0 V van JPN Okubo: 0-3                                                                                      |
| Martial Mischler    | -74kg (m)   | 5e          | groep B: 3de W van TUR Balci: 3-0 W van FIN Salomäki: 3-1 W van SWE Tallroth: 3-1 V van URS Toerlykhanov: 0-4 V van HUN Takacs: 1-3 5-6de plek: W van BUL Velichkov: 3-1 |
| Jean-François Court | -90kg (m)   | 15e         | groep A: 8ste V van SWE Gullden: 0-3 W van ISR Bernshtein: 3-0 V van GRE Pikilidis: 0-3                                                                                  |

### Zeilen
| Olympiër                                          | Onderdeel       | Resultaat | Prestatie                             |
| ------------------------------------------------- | --------------- | --------- | ------------------------------------- |
| Robert Nagy                                       | division II (m) | 5e        | 61,7 punten: (15-14-2-3-YMP-3-11)     |
| Luc Choley                                        | finn (m)        | 23e       | 144,0 punten: (24-22-19-14-10-19-DNF) |
| Thierry Peponnet Luc Pillot                       | 470 (m)         | Goud      | 34,7 punten: (1-3-1-10-11-5-2)        |
|                                                   |                 |           |                                       |
| Florence Le Brun Sophie Berge                     | 470 (v)         | 8e        | 81,7 punten: (9-15-5-18-10-6-4)       |
|                                                   |                 |           |                                       |
| Laurent Delage Daniel Ferre                       | flying dutchman | 12e       | 87,7 punten: (7-9-11-18-3-12-13)      |
| Jean-Yves Le Deroff Nicolas Henard                | tornado         | Goud      | 87,7 punten: (1-2-2-1-1-5-DNS)        |
| Michel Kermarec Stanislas Dripaux Xavier Phelipon | soling          | 6e        | 68,4 punten: (19-4-5-11-6-6-5)        |

### Zwemmen
| Olympiër                                                                  | Onderdeel             | Resultaat | Prestatie                                            |
| ------------------------------------------------------------------------- | --------------------- | --------- | ---------------------------------------------------- |
| Stéphan Caron                                                             | 50m vrije slag (m)    | 17e       | serie 7: 4de in 23,22                                |
| Christophe Kalfayan                                                       | 50m vrije slag (m)    | 13e       | serie 6: 2de in 23,47 finale B: 5de in 23,45         |
| Stéphan Caron                                                             | 100m vrije slag (m)   | Brons     | serie 9: 1ste in 49,37 finale: 3de in 49,62          |
| Christophe Kalfayan                                                       | 100m vrije slag (m)   | 20e       | serie 9: 8ste in 51,05                               |
| Stéphan Caron                                                             | 200m vrije slag (m)   | 17e       | serie 6: 2de in 1.49,66                              |
| Ludovic Depickère                                                         | 200m vrije slag (m)   | 35e       | serie 7: 8ste in 1.53,81                             |
| Franck Iacono                                                             | 400m vrije slag (m)   | 30e       | serie 6: 8ste in 4.00,04                             |
| Franck Iacono                                                             | 1500m vrije slag (m)  | 13e       | serie 4: 6de in 15.22,66                             |
| Christophe Marchand                                                       | 1500m vrije slag (m)  | 12e       | serie 3: 3de in 15.22,19                             |
| Renaud Boucher                                                            | 100m rugslag (m)      | 31e       | serie 4: 6de in 58,90                                |
| Franck Schott                                                             | 100m rugslag (m)      | 10e       | serie 6: 4de in 56,76 finale B: 2de in 56,98         |
| David Holderbach                                                          | 200m rugslag (m)      | 21e       | serie 6: 6de in 2.04,83                              |
| David Leblanc                                                             | 100m schoolslag (m)   | 22e       | serie 5: 4de in 1.04,56                              |
| Cédric Penicaud                                                           | 100m schoolslag (m)   | 36e       | serie 5: 6de in 1.05,46                              |
| David Leblanc                                                             | 200m schoolslag (m)   | DSQ       | serie 5: gediskwalificeerd                           |
| Cédric Penicaud                                                           | 200m schoolslag (m)   | 16e       | serie 6: 6de in 2.18,72 finale B: 8ste in 2.18,95    |
| Ludovic Depickère                                                         | 100m vlinderslag (m)  | 27e       | serie 6: 8ste in 56,47                               |
| Christophe Bordeau                                                        | 200m vlinderslag (m)  | 13e       | serie 5: 4de in 2.01,70 finale B: 5de in 2.01,46     |
| Christophe Bordeau                                                        | 200m wisselslag (m)   | 12e       | serie 7: 4de in 2.04,95 finale B: 4de in 2.05,51     |
| Christophe Bordeau                                                        | 400m wisselslag (m)   | 10e       | serie 3: 2de in 4.23,46 finale B: 2de in 4.23,39     |
| Laurent Journet                                                           | 400m wisselslag (m)   | 18e       | serie 3: 6de in 4.29,03                              |
| Stéphan Caron Christophe Kalfayan Laurent Neuville Bruno Gutzeit          | 4x100m vrije slag (m) | 4e        | serie 3: 4de in 3.21,77 finale: 4de in 3.20,02 (NR)  |
| Stéphan Caron Michel Pou Olivier Fougeroud Laurent Neuville               | 4x200m vrije slag (m) | 7e        | serie 2: 2de in 7.23,03 finale: 7de in 7.24,69       |
| Franck Schott David Leblanc Ludovic Depickère Bruno Gutzeit               | 4x100m wisselslag (m) | 10e       | serie 4: 4de in 3.48,64                              |
|                                                                           |                       |           |                                                      |
| Catherine Plewinski                                                       | 50m vrije slag (v)    | 7e        | serie 6: 2de in 26,01 (NR) finale: 7de in 25,90 (NR) |
| Jacqueline Delord                                                         | 100m vrije slag (v)   | 29e       | serie 5: 6de in 58,22                                |
| Catherine Plewinski                                                       | 100m vrije slag (v)   | Brons     | serie 8: 1ste in 55,53 finale: 3de in 55,49          |
| Cécile Prunier                                                            | 200m vrije slag (v)   | 8e        | serie 5: 4de in 2.01,60 finale: 8ste in 2.02,88      |
| Cécile Prunier                                                            | 400m vrije slag (v)   | 16e       | serie 3: 5de in 4.15,63 finale B: 8ste in 4.21,03    |
| Karyn Faure                                                               | 800m vrije slag (v)   | 13e       | serie 2: 5de in 8.41,64                              |
| Cécile Prunier                                                            | 800m vrije slag (v)   | 24e       | serie 2: 8ste in 8.57,22                             |
| Laurence Guillou                                                          | 100m rugslag (v)      | 20e       | serie 4: 6de in 1.05,07                              |
| Christine Magnier                                                         | 200m rugslag (v)      | 25e       | serie 3: 6de in 2.24,15                              |
| Virginie Bojaryn                                                          | 100m schoolslag (v)   | 26e       | serie 3: 5de in 1.13,55                              |
| Pascaline Louvrier                                                        | 100m schoolslag (v)   | 24e       | serie 4: 6de in 1.13,23                              |
| Virginie Bojaryn                                                          | 200m schoolslag (v)   | 22e       | serie 6: 7de in 2.37,38                              |
| Pascaline Louvrier                                                        | 200m schoolslag (v)   | 26e       | serie 4: 8ste in 2.38,75                             |
| Jacqueline Delord                                                         | 100m vlinderslag (v)  | 11e       | serie 4: 4de in 1.02,24 finale B: 3de in 1.02,45     |
| Catherine Plewinski                                                       | 100m vlinderslag (v)  | 4e        | serie 5: 1ste in 59,34 (NR) finale: 4de in 59,58     |
| Claire Supiot                                                             | 200m vlinderslag (v)  | 25e       | serie 3: 8ste in 2.21,65                             |
| Christine Magnier                                                         | 400m wisselslag (v)   | 25e       | serie 2: 5de in 4.51,91                              |
| Laurence Guillou Pascaline Louvrier Catherine Plewinski Jacqueline Delord | 4x100m wisselslag (v) | 10e       | serie 3: 5de in 4.16,21                              |

Afghanistan · Algerije · Amerikaanse Maagdeneilanden · Amerikaans-Samoa · Andorra · Angola · Antigua en Barbuda · Argentinië · Aruba · Australië · Bahama’s · Bahrein · Bangladesh · Barbados · België · Belize · Benin · Bermuda · Bhutan · Birma · Bolivia · Bondsrepubliek Duitsland · Botswana · Brazilië · Britse Maagdeneilanden · Brunei · Bulgarije · Burkina Faso · Canada · Centraal-Afrikaanse Republiek · Chili · China · Chinees Taipei · Colombia · Congo-Brazzaville · Cookeilanden · Costa Rica · Cyprus · Denemarken · Djibouti · Dominicaanse Republiek · Duitse Democratische Republiek · Ecuador · Egypte · El Salvador · Equatoriaal-Guinea · Fiji · Filipijnen · Finland · Frankrijk · Gabon · Gambia · Ghana · Grenada · Griekenland · Groot-Brittannië · Guam · Guatemala · Guinee · Guyana · Haïti · Honduras · Hongarije · Hongkong · Ierland · IJsland · India · Indonesië · Irak · Iran · Israël · Italië · Ivoorkust · Jamaica · Japan · Joegoslavië · Jordanië · Kaaimaneilanden · Kameroen · Kenia · Koeweit · Laos · Lesotho · Libanon · Liberia · Libië · Liechtenstein · Luxemburg · Malawi · Malediven · Maleisië · Mali · Malta · Marokko · Mauritanië · Mauritius · Mexico · Monaco · Mongolië · Mozambique · Nederland · Nederlandse Antillen · Nepal · Nieuw-Zeeland · Niger · Nigeria · Noord-Jemen · Noorwegen · Oeganda · Oman · Oostenrijk · Pakistan · Panama · Papoea-Nieuw-Guinea · Paraguay · Peru · Polen · Portugal · Puerto Rico · Qatar · Roemenië · Rwanda · Saint Vincent en de Grenadines · Salomonseilanden · Samoa · San Marino · Saoedi-Arabië · Senegal · Sierra Leone · Singapore · Soedan · Somalië · Sovjet-Unie · Spanje · Sri Lanka · Suriname · Swaziland · Syrië · Tanzania · Thailand · Togo · Tonga · Trinidad en Tobago · Tsjaad · Tsjecho-Slowakije · Tunesië · Turkije · Uruguay · Vanuatu · Venezuela · Verenigde Arabische Emiraten · Verenigde Staten · Vietnam · Zaïre · Zambia · Zimbabwe · Zuid-Jemen · Zuid-Korea · Zweden · Zwitserland